# Fernando Soto, Mantequilla
Fernando Soto Astol (Puebla de Zaragoza, 15 de abril de 1911-Ciudad de México, 11 de mayo de 1980), conocido de forma artística como Mantequilla, fue un primer actor y comediante mexicano. Fue reconocido en el ámbito artístico por protagonizar películas junto a Mario Moreno "Cantinflas", Germán Valdés "Tin-Tan" y Antonio Espino "Clavillazo".

## Biografía y carrera
Fernando Soto Astol nació un 15 de abril de 1911 en la ciudad de Puebla. Su padre, Roberto "El Panzón" Soto, fue también un actor cómico. Su madre, Socorro Astol, fue cantante de zarzuela y actriz. Soto es tío paterno de la actriz y presentadora de televisión Verónica Castro.
Estuvo al lado de su padre en las carpas, donde adquiriría su experiencia como actor cómico.
Fue a partir de los años 40 cuando comenzó a aparecer en películas de gran éxito, así como también a alternar y dar gran soporte en los filmes a leyendas del cine de oro mexicano como Luis Aguilar, Pedro Infante, Jorge Negrete, David Silva, etc. y actuar con ellos en cintas tales como Rondalia, Yo no me caso compadre, Esquina bajan, Cartas a Eufemia, Los tres huastecos, Los tres García, Campeón sin corona, México lindo, Pepe el Toro, Ustedes los ricos, etc. Participó con la mayoría de los directores de la época, incluso en dos ocasiones con Luis Buñuel en La hija del engaño, protagonizada por Fernando Soler en 1951, y en La ilusión viaja en tranvía, junto a Lilia Prado y Carlos Navarro en 1953, en donde interpreta a Tobías Hernández, el "Tarrajas", que a su vez interpreta a Satanás y a Adán en una pastorela. Su última participación en una película fue en el año de 1974.
La madrugada del 11 de mayo de 1980, Mantequilla falleció de un coma diabético. Había perdido la vista por completo y la movilidad del brazo izquierdo. Aunque los médicos le advirtieron que era peligroso no tratarse la enfermedad, el actor no hizo mucho caso y siguió con el mismo ritmo de vida de siempre, de allá para acá, de estudios de grabación a escenarios de teatro.
Su cuerpo resintió el ajetreo y comenzó a enfermarse. Primero fueron los ojos, hasta que perdió por completo la vista y poco después las complicaciones aumentaron hasta su muerte.

## Filmografía

### Cine
- México lindo (1938) .... Taxista
- Ni sangre ni arena (1941) .... El Charifas
- El rebelde (Romance de antaño) (1943) .... Bandido
- México de mis recuerdos (1943)
- ¡Como México no hay dos! (1944) .... Chon
- Club Verde (El recuerdo de un vals) (1944) .... Pepe Arriola
- Gran Hotel (1944) .... Compadre de Cantinflas
- Los misterios del hampa (1944) .... Fumador de opio
- La hija del regimiento (1944) .... Sargento "Cartucho"
- El “barchante” Neguib (1945) .... Piloncillo
- Soltera y con gemelos (1945) .... Taxista
- ¡Qué verde era mi padre! (1945) .... Casimi
- Campeón sin corona (1945) .... El Chupa
- A la sombra del puente (1946) .... Secuaz
- La reina del trópico (1946) .... Pancho Aguado "Pizarrín"
- Humo en los ojos (1946) .... Chon
- Los tres García (1946) .... Tranquilino
- Carita de cielo (1946) .... Chilaquiles
- Hijos de la mala vida (1946) .... Augusto Márquez
- La fuerza de la sangre (1946) .... Pío
- Vuelven los García (1947)
- El casado casa quiere (1947) .... Pasbín
- La barca de oro (1947) .... Celedonio
- Extraña cita (1947) .... Mantequilla, hijo de Chona
- La novia del mar (1947) .... Serafín
- Soy charro de Rancho Grande (1947) .... El Olote
- Ustedes los ricos (1948) .... Antonio, bracero
- Los tres huastecos (1948) .... Cuco, sacristán
- Esquina bajan (1948) .... Constantino Reyes Almanza "Regalito"
- Dicen que soy mujeriego (1948) .... Bartolo
- Hay lugar para... dos (1948) .... Constantino Reyes Almanza "Regalito"
- Allá en el Rancho Grande (1949)
- Yo maté a Rosita Alvírez (1949)
- El charro y la dama (1949) .... Constantino Fajardo
- El seminarista (1949) .... Miguel Morales
- Tacos joven (El poder de los hijos) (1950) .... Mantecas, taquero
- Dos gallos de pelea (1950)
- La tienda de la esquina (1951).... Serapio "Mantequilla"
- La hija del engaño (1951) .... Angelito
- Cartas a Eufemia (1952) .... Jorge, el cartero
- Pepe el Toro (1952) .... Antonio, el bracero
- Ahí vienen los gorrones (1952) .... El Cachetes
- Me traes de un ala (1952) .... Narciso
- ¡Ay, pena, penita, pena! (Pena, penita, pena) (1953) .... Atenógenes García
- La segunda mujer (1953) .... Pánfilo
- La ilusión viaja en tranvía (1953) .... Tarrajas
- Cupido pierde a Paquita (1954) .... Espiridión Machuca "Firuláis"
- Música, espuelas y amor (1954) .... Ceferino, sirviente del rancho
- Tú y las nubes (Limosna de amores) (1955) .... Gervasio
- Los bandidos de Río Frío (1956) .... Hilario
- La despedida (1957)
- Pies de Gato (1957) .... Hilario (secuela de Los bandidos de Río Frío)
- La Feria de San Marcos (1957) .... Octaviano
- Amor se dice cantando (1957) .... Piropo
- Los resbalosos (1959) .... "Manteca"
- Yo no me caso compadre (1960)
- El analfabeto (1960) .... Nicandro "El Sapo"
- Lástima de ropa (1961) .... Pío Jasso
- Alazán y enamorado (1963) .... Cleopatro García de León
- La vida de Pedro Infante (1963) .... Luis Quintanar
- El derecho de los hijos (1963) .... Dr. Jeremías
- Así amaron nuestros padres (1964) .... don Rodrigo Rodríguez Eje
- Guadalajara en verano (1964) .... cochero de calandria
- El hombre de la furia (1965)
- Los valses venían de Viena y los niños de París (1965) .... Gorgonio Sánchez
- El quelite (1969) .... Boticario
- Tacos al carbón (1971)... Elpidio Arana Pimentel "Ciclamatos"
- Tu camino y el mío (1971)
- Fe, Esperanza y Caridad (1972) .... Ciego (episodio "Fe")
- Jalisco nunca pierde (1972)
- Juan Armenta, el repatriado (1974)
- La presidenta municipal (1975)

### Televisión
- Bartolo (1968–1974)... Mantequilla
- Los jovenazos (1970)... Nicocol Gómez
- El Comanche (1972)... El Sope